# Hantos Gyula
Hantos Gyula (Kolozsvár, 1903. június 29. – Budapest, 1945. december 21.) közgazdász, geográfus, térképész, egyetemi tanár.

## Életpályája
1921-ben érettségizett a Kolozsvári Református Kollégiumban. 1925–1934 között a Vallás- és Közoktatásügyi Minisztérium Elnöki Osztályán gr. Teleki Pál asszisztense volt. 1926–1927 között a bécsi Collegium Hungaricum ösztöndíjasa volt. 1928-ban a budapesti tudományegyetem Közgazdaságtudományi Karának külügyi szakán közgazdász diplomát kapott. 1931-ben a Pázmány Péter Tudományegyetemen államtudományi doktori oklevelet szerzett. 1934–1941 között a tanügyi igazgatási szakelőadója volt. 1940–1943 között a Kolozsvári Magyar Királyi Ferenc József Tudományegyetem bölcsészkarán az emberföldrajzi tanszék nyilvános rendkívüli, 1943–1945 között nyilvános rendes tanára volt. Egyetemi tanári státusának megtartásával 1945-ben Budapesten a Népgondozó Hivatalban mint térképészeti szakelőadó teljesített szolgálatot.
Az emberföldrajzot művelte, különös tekintettel a gazdasági és közlekedési földrajzra. Városföldrajzi vizsgálataiban új módszereket kezdeményezett.

## Családja
Szülei: Hantos (1903-ig) Hantz Gyula (1875–1932) tanító és Krompecher Hermin (1875–1949) voltak. Unokaöccse: Kántor Lajos (1937–2017) író volt. Felesége, Hajdú Helga (1907–1970) irodalomtörténész, könyvtáros volt, akitől elvált.

## Művei
- Magyarország nagybirtok térképe
- A magyar közigazgatás területi alapjai. Emlékeztető. A bevezetőt írta gr. Teleki Pál, a miniszterelnök elé terjeszti Magyary Zoltán (Budapest, 1931)
- Magyar tájak – magyar kiválóságok (Budapest, 1936)
- Vázlatok Pécs földrajzához (Budapest, 1940)
- Kétvízközti majorok (Kolozsvár, 1943)
- A kétvízközti majorok életéből (Kincses Kolozsvár. I–II. kötet. Szerkesztette: Bálint István János; Budapest, 1987)